# Brenno Placido
Marco Brenno Placido, noto come Brenno Placido (Roma, 23 agosto 1991), è un attore italiano.

## Biografia
Figlio d'arte, nasce dal matrimonio dell'attore e regista Michele Placido con l'attrice Simonetta Stefanelli; è fratello dell'attrice Violante Placido nonché nipote  di Gerardo Amato e Donato Placido. 
Esordisce al cinema in Romanzo criminale (2005) e Il grande sogno (2009), entrambi film diretti dal padre, mentre in televisione ottiene grande popolarità con le tre stagioni della fiction Tutti pazzi per amore, trasmesse tra il 2008 e il 2012 da Rai 1, in cui interpreta il ruolo di Emanuele Balestrieri. Il 24 luglio del 2010 è stato premiato con il Grand Prix Corallo Città di Alghero per l'interpretazione nella fiction Tutti pazzi per amore 2. Ancora nel 2010 interpreta Mauro in Natale in Sudafrica.
Il 9 aprile 2011 riceve, durante il Foggia Film Festival, il premio come miglior attore emergente del panorama italiano. Nel 2012, insieme al padre Michele, va in scena a teatro con il Re Lear. Nel 2014 compare nello spot del profumo di Dolce & Gabbana. Nel 2017 partecipa alla terza stagione della serie originale Sky In Treatment; interpreta il ruolo di Luca, adolescente omosessuale e problematico. A maggio 2018 riceve il "Premio Note da Oscar"  nell'ambito del "Festival Alessandro Cicognini" per la sezione "miglior attore emergente".

## Filmografia

### Cinema
- Romanzo criminale, regia di Michele Placido (2005)
- Il grande sogno, regia di Michele Placido (2009)
- Natale in Sudafrica, regia di Neri Parenti (2010)
- Interno giorno, regia di Tommaso Rossellini (2011)
- Bella addormentata, regia di Marco Bellocchio (2012)
- Come saltano i pesci, regia di Alessandro Valori (2016)
- Dalida, regia di Lisa Azuelos (2017)
- Il caso Pantani - L'omicidio di un campione, regia di Domenico Ciolfi (2020)
- Ti mangio il cuore, regia di Pippo Mezzapesa (2022)
- L'ombra di Caravaggio, regia di Michele Placido (2022)

### Televisione
- I liceali – serie TV, 20 episodi (2008)
- Tutti pazzi per amore – serie TV, 74 episodi (2008-2012)
- Francesco, regia di Liliana Cavani – miniserie TV (2014)
- Luisa Spagnoli, regia di Lodovico Gasparini – miniserie TV (2016)
- In Treatment – serie TV, episodi sconosciuti (2017)
- Duisburg - Linea di sangue, regia di Enzo Monteleone – film TV (2019)
- La vita promessa – serie TV, episodio 2x03 (2020)
- Arnoldo Mondadori - I libri per cambiare il mondo – docu-drama (2022)
- Unwanted - Ostaggi del mare, regia di Oliver Hirschbiegel – miniserie TV (2023)